# Itabirinha de Mantena
Itabirinha de Mantena är en kommun i Brasilien.   Den ligger i delstaten Minas Gerais, i den sydöstra delen av landet, 800 km öster om huvudstaden Brasília. Antalet invånare är 10 692.
Omgivningarna runt Itabirinha de Mantena är huvudsakligen savann. Runt Itabirinha de Mantena är det ganska glesbefolkat, med 43 invånare per kvadratkilometer.